# Exekutionstitel
En exekutionstitel är en domstols dom, utslag, beslut eller annan handling, som enligt särskild föreskrift får läggas till grund för verkställighet enligt 3 kap 1 § Utsökningsbalken.
En exekutionstitel berättigar borgenären att begära verkställighet hos Kronofogdemyndigheten.
Följande exekutionstitlar kan verkställas.
- Domstols dom, utslag eller beslut
- Förlikning som är stadfäst av domstol och medlingsöverenskommelse som har förklarats verkställbar av domstol
- Godkänt strafföreläggande, godkänt föreläggande av ordningsbot eller godkänt avgiftsföreläggande
- Skiljedom
- Förbindelse angående underhållsbidrag
- Förvaltningsmyndighets beslut
- Handling som enligt särskild föreskrift får läggas till grund för verkställighet
- Kronofogdemyndighetens utslag eller beslut i mål om betalningsföreläggande eller handräckning samt europeiskt betalningsföreläggande som har förklarats verkställbart av Kronofogdemyndigheten.[2]

## Exekutionsbehörighet
- I NJA 2011 s 507 är fråga om svensk domstol har svensk exekutionsbehörighet dvs om svensk domstol kunde besluta om verkställighet av umgänge med barn som var svensk medborgare men inte längre hade hemvist i Sverige. Högsta domstolen fann att av allmänna folkrättsliga principer följer att svensk domstol inte är behörig att förordna om någon åtgärd som innebär utövning av direkt fysiskt tvång, såsom hämtning av barn, i annat land. Däremot ansågs det inte föreligga något hinder att tillåta att man genom vitesföreläggande söker förmå en felande part att fullgöra sina skyldigheter.[3]

## Fotnoter
1. ↑  3 kap. utsökningsbalken (1981:774)
2. ↑  https://lagen.nu/1981:774#K3P1
3. ↑  https://lagen.nu/dom/nja/2011s507